# Balders hage, Stockholm
La cours de Balder (en suédois : Balders hage) est un parc public du quartier de Östermalm à Stockholm en Suède.

## Description
Le parc est situé à Lärkstaden au centre-ville de Stockholm.
Le parc faisait partie du plan urbain d'une nouvelle ville résidentielle dans la zone de Lärkstaden, présenté en 1902 par l'architecte Per Olof Hallman.
Per-Olof Hallman a été influencé par les idées de l'architecte autrichien  Camillo Sitte sur la construction urbaine artistique.
Les bâtiments devaient être adaptés aux formations du terrain et l'échelle était plus petite que l'échelle traditionnelle, avec des rues calmes, des terrasses, des petites places et des parcs.
Le parc a reçu son nom en 1925.
Le parc de Balder a été aménagé entre Friggagatan et le Verdandigatan et Östermalmsgatan.
A l'ouest, le parc forme l'espace vert de Tyrgatan.
Le parc doit son nom au dieu Baldr de la mythologie nordique.
Le parc est vallonné et à plusieurs endroits apparaît l'ancien rocher.
Un sentier pédestre s'étend à travers le parc le long de la pente en direction d'Östermalmsgatan. Aux extrémités ouest et est du parc, Verdandigatan et Östermalmsgatan sont respectivement reliées par des escaliers massifs et des terrasses en granit sculpté.
Enterré dans la colline, sous le parc de Balder avec une entrée depuis Verdandigatan, se trouve l'un des abris antiaériens de Stockholm pouvant accueillir 180 personnes.

## Galerie

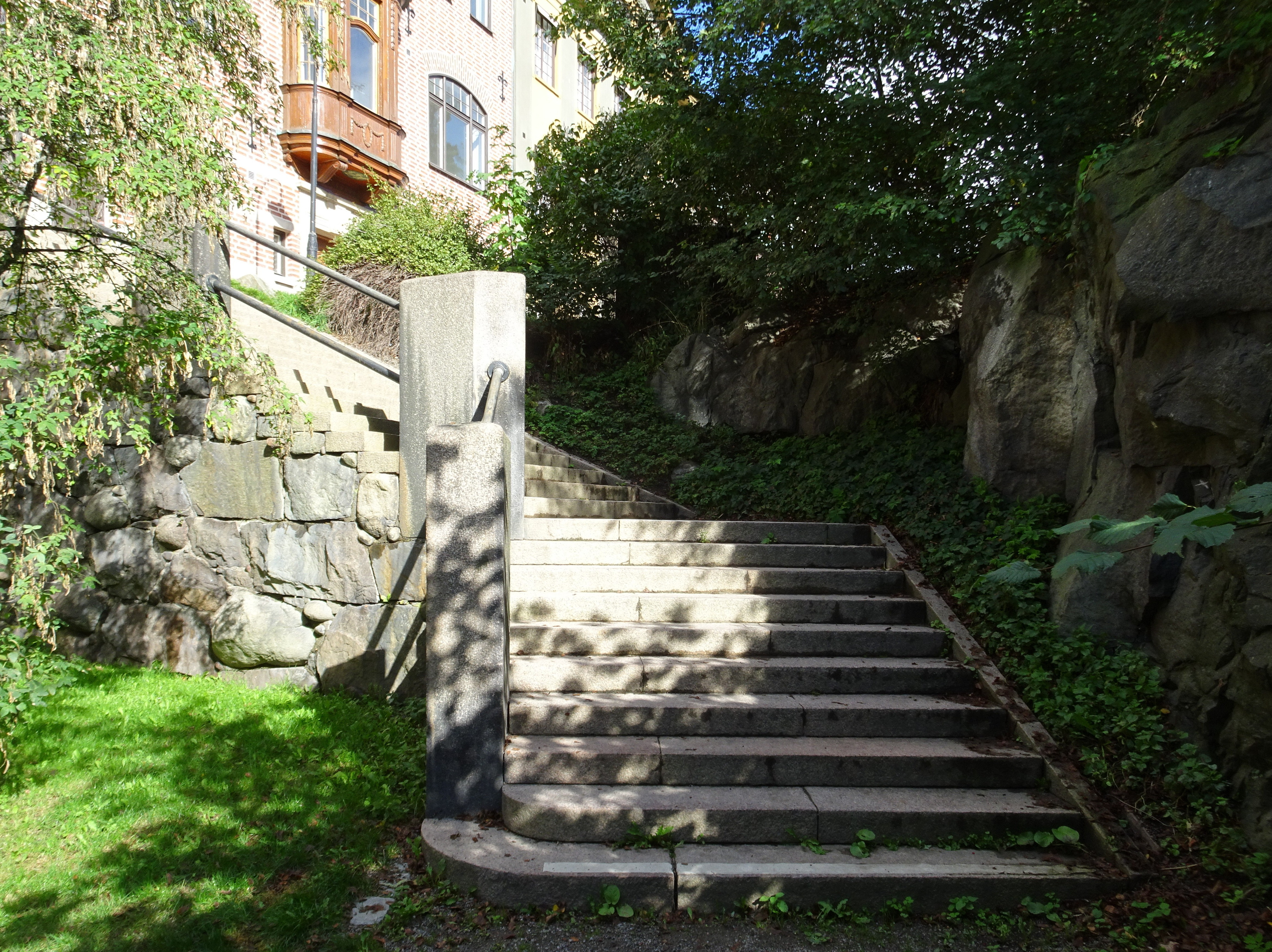
Escalier ouest.
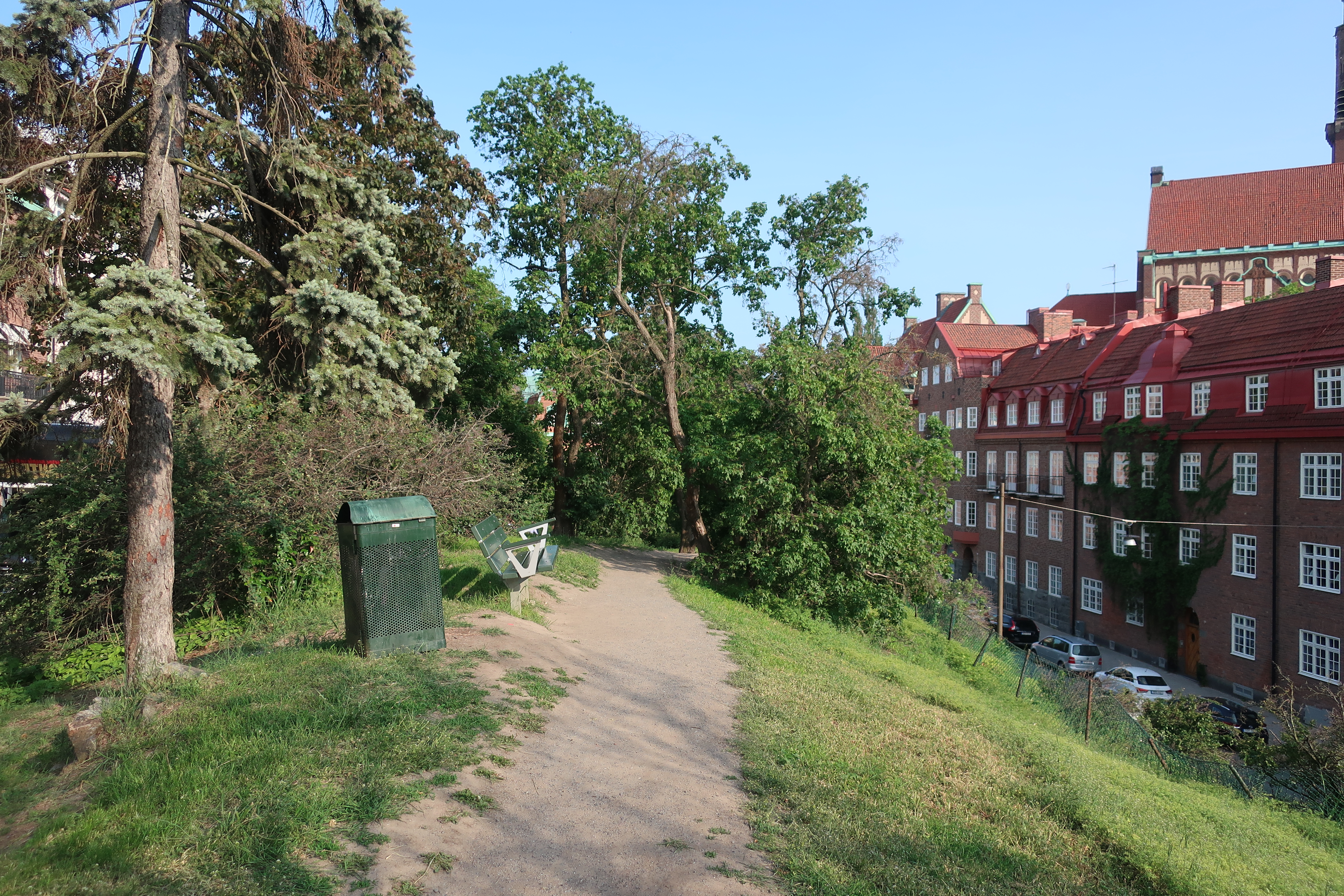
Le sentier pédestre du parc à l'est.
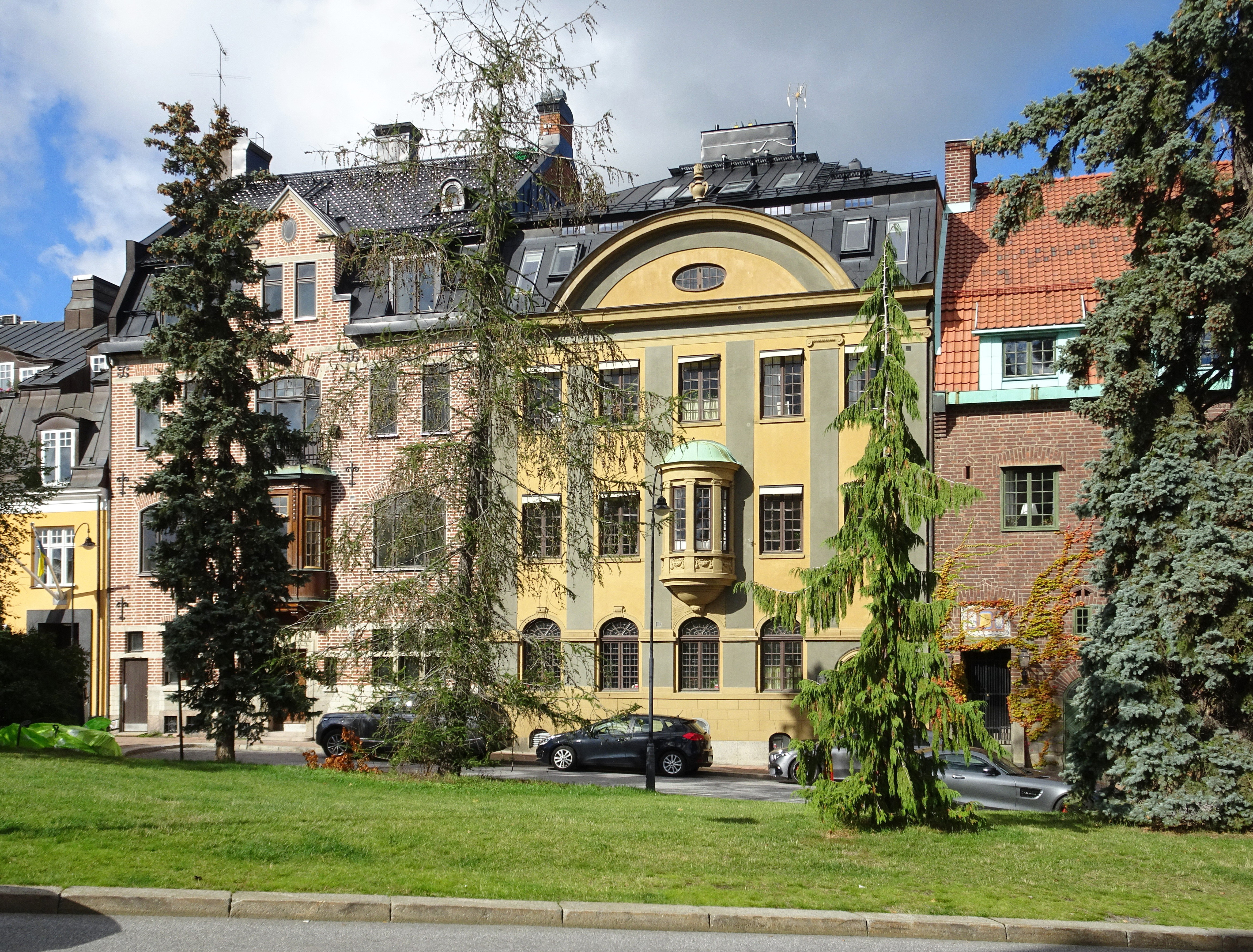
Le parc à Tyrgatan 3-11
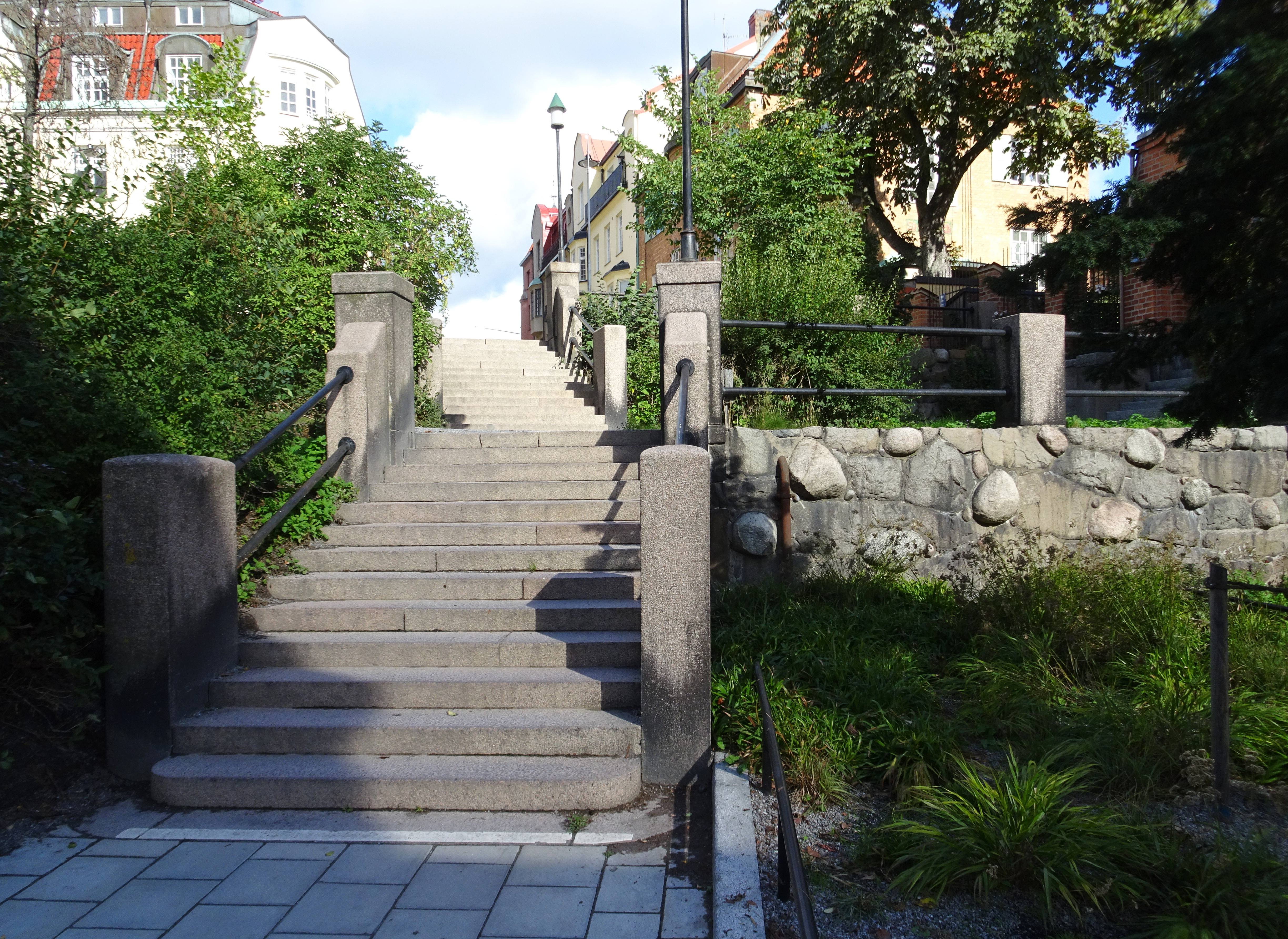
Escalier est.